# 傅如芝
傅如芝（1932年9月3日—1956年1月13日），臺灣新竹縣客家人，臺灣白色恐怖時期受難者。

## 生平

### 牽連入獄
傅如芝出生於臺灣新竹，在新竹女中就讀二年級時因參加初中老師黎子松的讀書會、受社會主義青年大同盟案牽連而被捕入獄，判刑十年。1950年代臺灣，臺灣本省年輕人學習國語、閱讀中文書籍是當時的潮流，因此盛行讀書會；其中便有因接觸左翼書籍而入罪，并因参与讀書會而成案 。
傅如芝的弟弟傅祖慶回憶道，某日學校派人通知他姐姐被捕的事情。幾天後，五位拿槍的憲兵來他們家，一位站在大門口，一個站在傅如芝的房門口，其他三位就進房翻箱倒櫃，然後帶走一些書、筆記本之類的東西。傅如芝因為受教師黎子松的日記牽連而被捕；同校教師蔡高雖不認識傅如芝，但因她幫他還《人類是怎樣造成的？》、《勞動問題》這兩本書，並將此事寫在她的日記裡，遂同樣被捕。
入獄的黎子松得知自己的學生傅如芝、黃竹櫻等人陸續遭捕以後，寫了一首歌《南方的木棉花》。此曲在監獄中流傳，黎子松的學生聽到這首歌便傷心落淚。
後來作家錢光中寫了〈南方的木棉花〉記述了黎子松與他們學生的故事。

### 移監軍法處
在省保安司令部軍法處看守所（今台北喜來登酒店）的女子押房裏，傅如芝認識了1951年12月被移送到此的羅瑞秀。

### 移監綠島鄉
1952年4月15日，羅瑞秀被調離關了四個半月的軍法處，隨同兩三百名難友，移送火燒島新生訓導處的集中營。女生分隊大約有八九十人。不久，傅如芝也跟著下一批難友移送火燒島。兩人高興在異地重逢。
蔡瑞月離開綠島送回台灣前，編了一支長舞，趁女生分隊吃飯的空埕上，偷偷跳舞給她們看 。

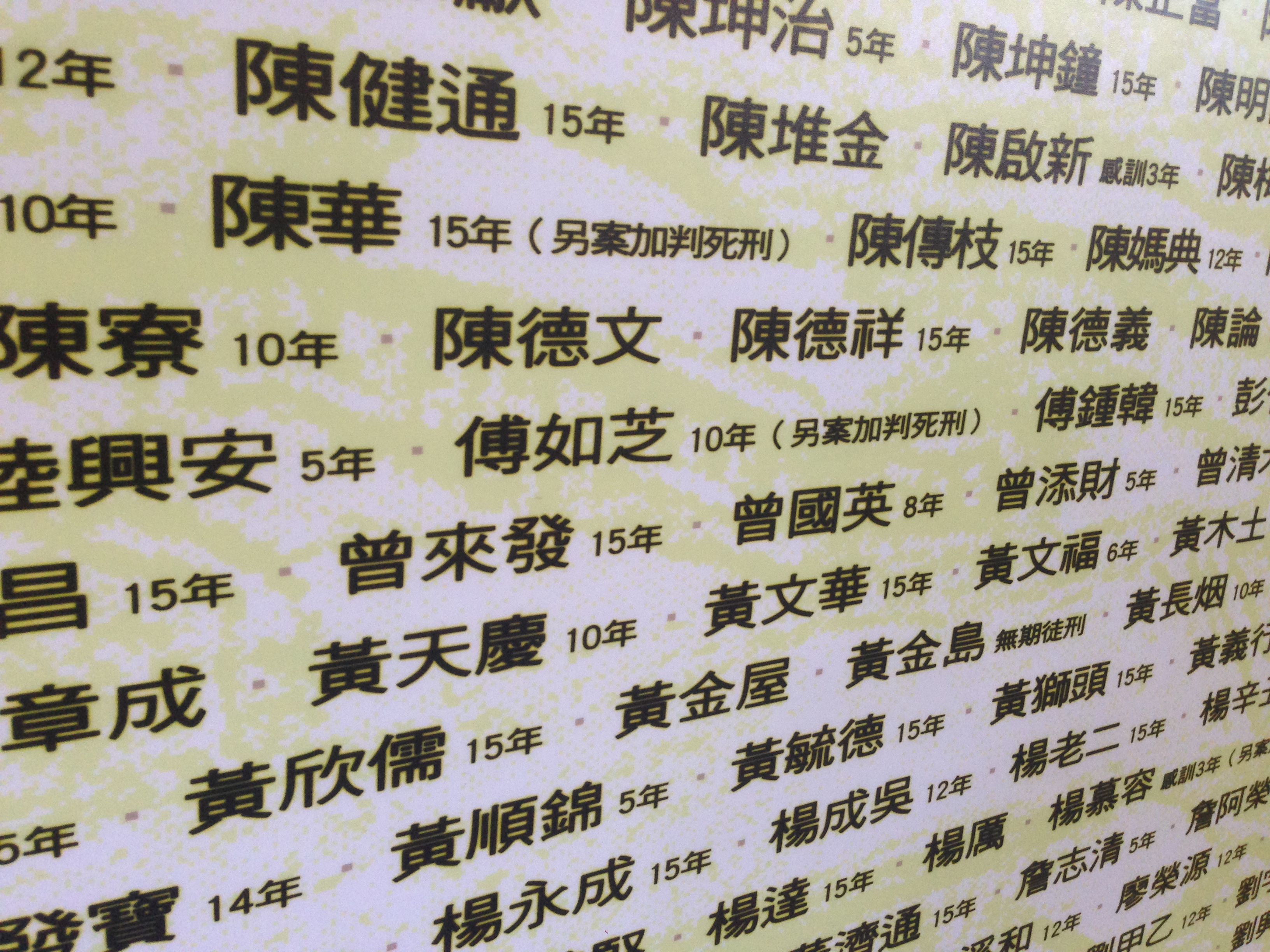
綠島人權文化園區新生訓導處第三大隊展示區的牆壁上，寫有傅如芝、黃金島、蘇素霞男友曾國英等人犯。

### 移監保安處
之後傅如芝先調回臺北保安處，而羅瑞秀繼續待在火燒島。當時被移送保安處看守所女押房的李碧霞，注意到傅如芝這些從綠島調回來的人，對他們這些後來才進來的人頗為警戒。據1953年與傅如芝同大押房的許金玉回想，難友陳華會用糖果紙傳紙條給傅如芝，後者拿到後便趁洗澡時看，同時叫許金玉把風，看完後她立刻把它洗掉。一天晚上，傅如芝就告知許金玉懷疑一位綽號叫「小張」的女難友可能是眼線。該人是省立台中醫院護士，戰前曾在楊逵妻子葉陶領導下從事婦女工作，1950年3月因台中案被捕。
許金玉調走後，小張常被叫出去，之後她又一定要和傅如芝同一批洗澡。傅如芝無法處理紙條，只好藏在熱水瓶底下，因此有一次被小張發現，當日看守長就突擊檢查該熱水瓶。

### 再度移監軍法處
1953年傅如芝再被移送軍法處，指控她在處所搜獲手抄《论人民民主专政》、為匪宣傳之標語條、匪歌一首、分析成份之女生名單一份，又在她熱水瓶底搜手抄之《中共鬥爭史摘要》、《社會進化史摘要》、《互相檢討批評總結》小冊三本，尚有與陳華通訊的函件、匪歌暨反動詩詞等多件。
1954年末，羅瑞秀被調離火燒島，移監軍法處看守所，起先和一批國防醫學院的女學生同房，後再度和傅如芝同房。羅瑞秀瞭解到傅如芝在保安處的時候和男朋友通信被發現，而送到軍法處結案。儘管男女朋友通信的內容只是互相鼓勵，法官解釋成傅如芝等人想在獄中發展反政府組織。羅瑞秀認為很嚴重可能會被判「二條一」。
1955年11月29日，國防部「理琦字第二九○九號」簽呈中，傅如芝在「發還嚴為復審」之下，罪名三級跳，從「交付感化」變成「意圖以非法之方法顛覆政府而著手實行」，判處死刑，若干原判感化三年者、無罪者如張樹旺、楊俊隆十二名，也都同罪，改處死刑。中華民國總統蔣介石在此案的批示欄中，寫下大字「如擬，十二、十七」。 即綠島獄中組織案，陳英泰稱此為綠島屠殺事件。
有天晚上，傅如芝對共睡床墊的羅瑞秀說希望後者在出獄後能當傅媽媽的女兒。羅瑞秀為營救難友，冒著危險，寫了許多申辯信，卻石沉大海般不見波紋。

### 行刑前刻
處決當日，看守長假裝對傅如芝說爸爸媽媽在辦公室等她，有特別接見，催促她快去；傅如芝將綠毛衣脫下要張常美轉交給傅如芝弟弟，與同房難友一一握手後才走。
傅如芝在槍斃前拍照時展顏而笑。

## 身後
當傅如芝的父親在馬場町刑場將她的屍體領去火化後，捧著骨灰回來的時候，對家人述說了她被開三槍的死狀，她的祖母等親人都因此驚嚇。
傅如芝骨灰放在青草湖畔的納骨塔。1998年11月11日，傅祖慶在接受採訪時表示父親後來幾乎不太講話，想到亡女時自己一人靜靜地流淚。
被懷疑出賣傅如芝的小張出獄後嫁給一位特務背景的人。多年後，藍博洲在永和秀朗路想問她當時經過，卻不准筆記、不能錄音，也問不出結果。

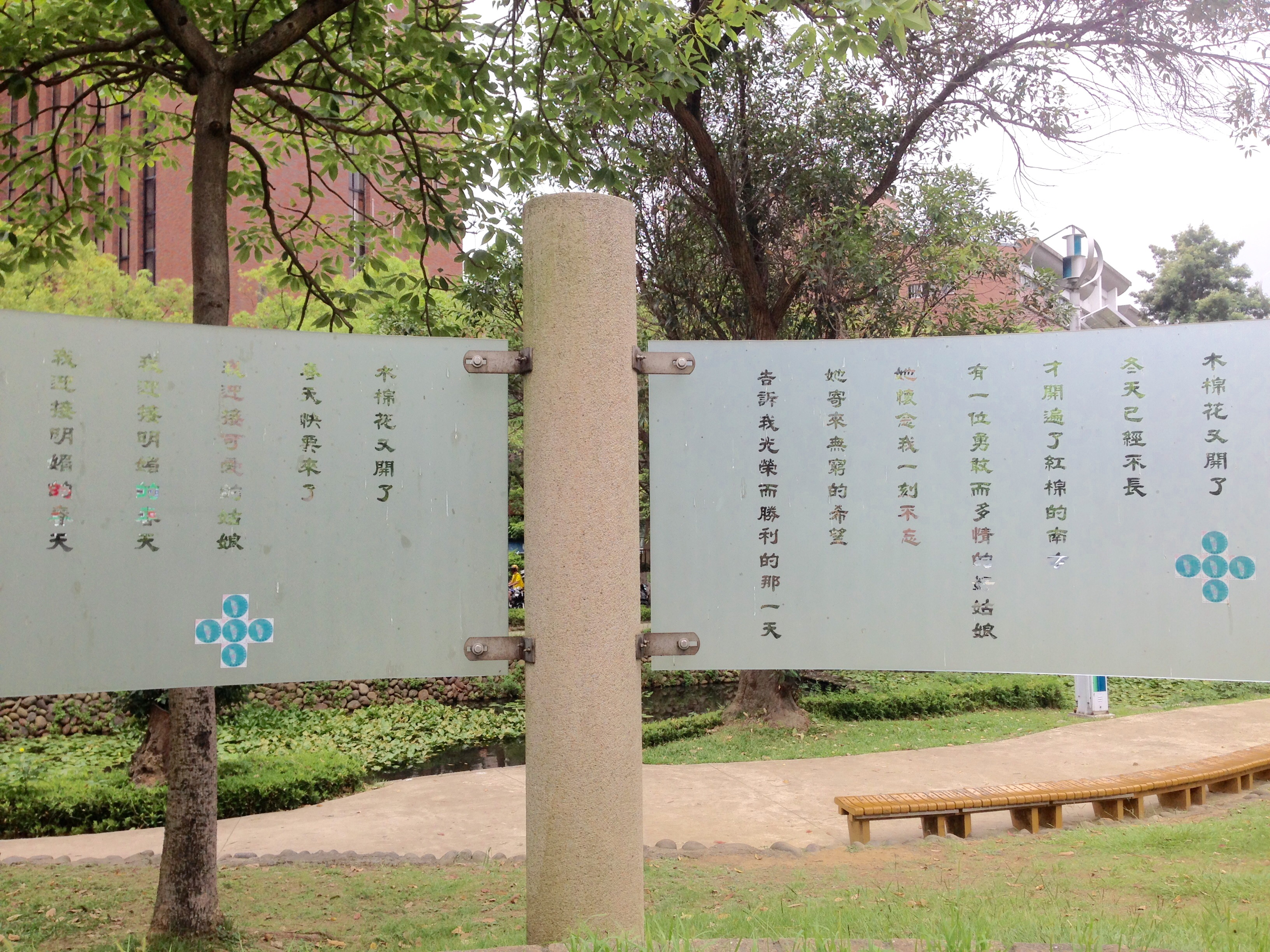
新竹二二八紀念碑旁的裝飾為《南方的木棉花》歌詞。

## 軼事
在臺北青島東路軍法處時，羅瑞秀注意到每當外役送飯，傅如芝總趴在押房的門洞口望著那名當役的老伯，便好奇問是否認識。傅如芝說不認識，是因他聲音跟她父親頗似，感覺就像見到親父一樣給她溫暖。